# Jens Fiedler
Jens Fiedler (n. 15 februarie 1970, Dohna, Saxonia, Germania) este un ciclist german, medaliat olimpic. A participat la 3 ediții ale Jocurilor Olimpice (1992, 1996, 2000) în care a câștigat o medalie de aur și o medalie de bronz.